# Ratpenat de nas tubular de l'illa Malaita
El ratpenat de nas tubular de l'illa Malaita (Nyctimene malaitensis) és una espècie de ratpenat de la família dels pteropòdids. És endèmic de Salomó. El seu hàbitat natural són els boscos humits tropicals primaris. Es desconeix si hi ha factors que amenacin la supervivència d'aquesta espècie, que només es troba a les illes de Makira i Malaita.